# Vilho Pekkala
Vilho Pekkala   (Kotka, 3 d'abril de 1898 - Kotka, 20 d'octubre de 1974) va ser un lluitador finlandès, especialista en lluita lliure, que va competir durant la dècada de 1920.
El 1924 va prendre part en els Jocs Olímpics de París, on guanyà la medalla de bronze en la competició del pes mitjà del programa de lluita. Quatre anys més tard, als Jocs d'Amsterdam, fou setè en la mateixa prova.